# Robert Lebeck
Robert Lebeck (21. března 1929 – 14. června 2014) byl oceňovaný německý fotožurnalista.

## Život
V patnácti letech byl odveden do wehrmachtu a poslán na východní frontu, kde byl zajat sovětskou armádou. Po druhé světové válce byl repatriován, dokončil střední školu na gymnáziu a pokračoval ve studiu etnologie v Curychu a New Yorku. Jako fotograf samouk začal v roce 1952 pracovat na volné noze a prodával fotografie různým novinám a časopisům v Heidelbergu. Poté získal zaměstnání v časopisech Illustrierte wie Revue a Kristall a později v německém zpravodajském týdeníku Stern. Zde pracoval třicet let jako fotoreportér a během toho byl krátkou dobu šéfredaktor vzdělávacího měsíčníku Geo.
V roce 1960 se stal známým díky své zprávě o nezávislosti Konga „Afrika im Jahre Null“ („Afrika v roce nula“), která obsahovala fotografii Afričana Ambroise Boimba, jak štípe slavnostní meč belgického krále Baudouina. Tento snímek dodnes zůstává jeho vizitkou.
V roce 2007 získává cena Henriho Nannena za celoživotní dílo.
Zemřel 14. června 2014 v Berlíně.

## Galerie

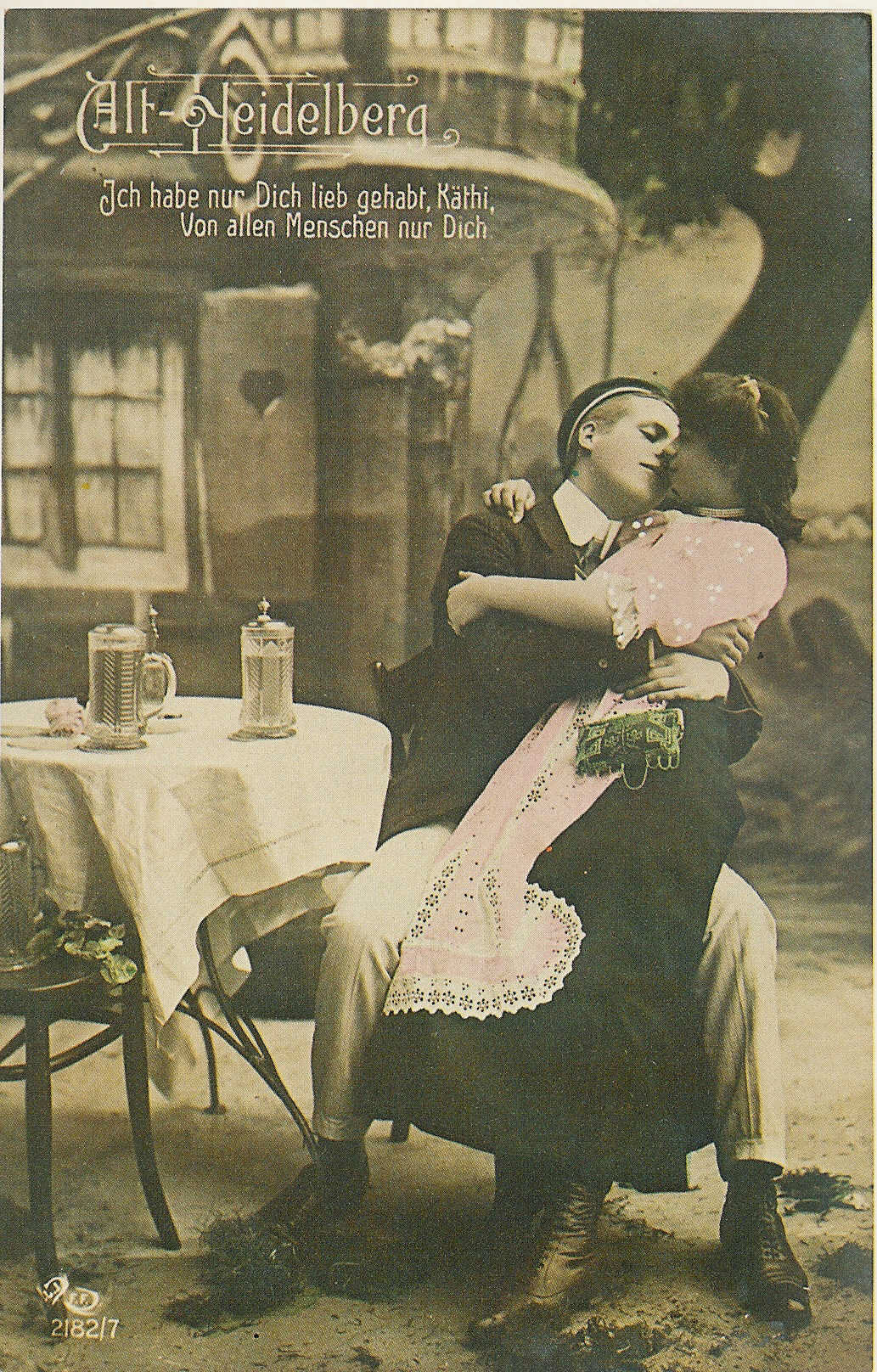
Studentská pohlednice z roku 1907 s citátem z divadelní hry „Alt-Heidelberg“: Miloval jsem jen tebe, Käthie, ze všech lidí jen Tebe. 1907
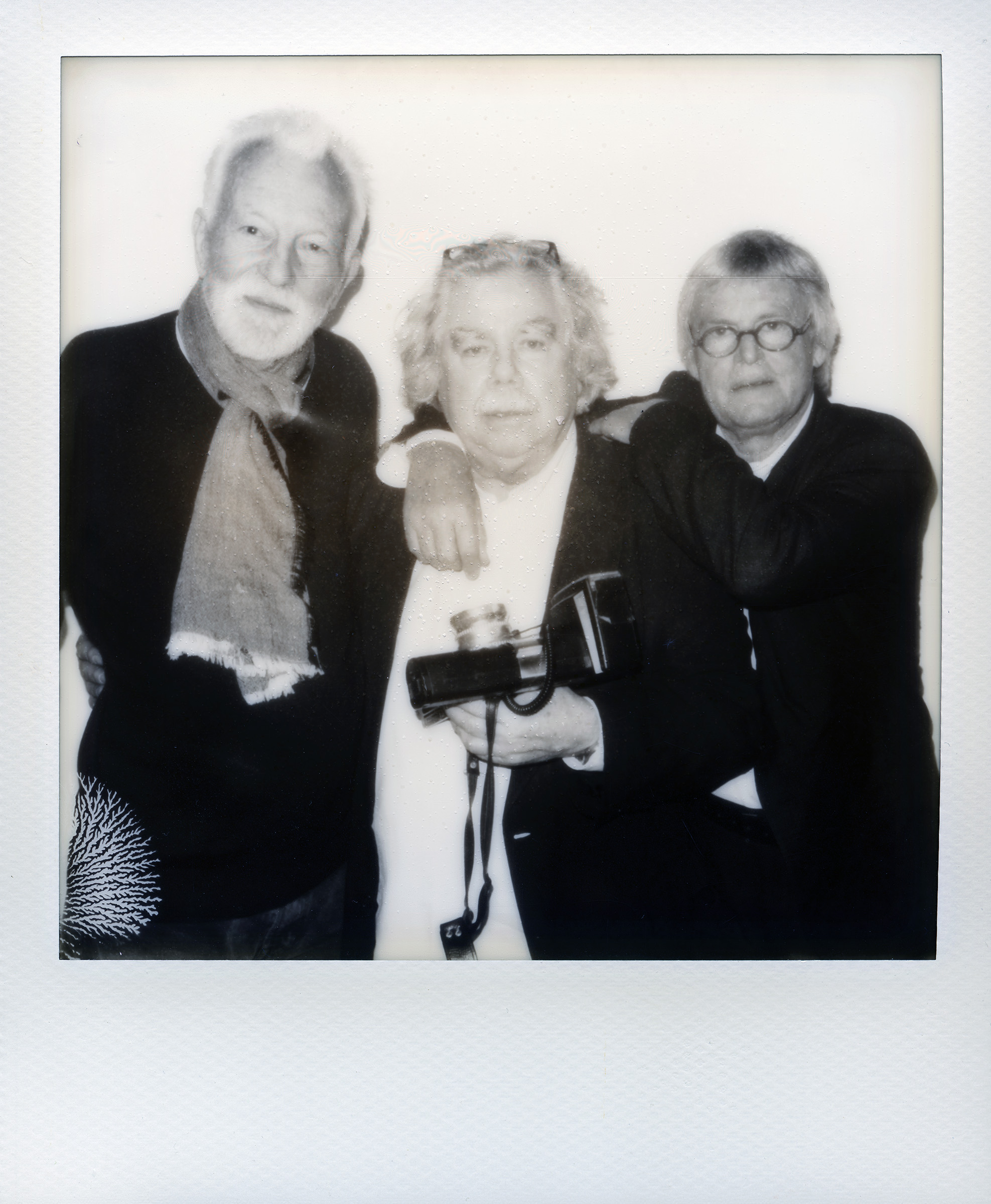
Oliver Mark: Robert Lebeck, Volker Hinz a Konrad R. Müller, Berlín, 2014